# Linea Obolons'ko-Teremkivs'ka
La Linea Obolons'ko-Teremkivs'ka (in ucraino Оболонсько-Теремківська лінія?, Obolons'ko-Teremkivs'ka linija) o linea M2 è una linea della metropolitana di Kiev, inaugurata nel 1976. In origine, si estendeva verso nord lungo la riva destra del fiume Dnepr, e in seguito iniziò a deviare verso sud-ovest. Dato che le stazioni furono costruite durante gli anni settanta e ottanta, architetturalmente la linea presenta alcuni dei migliori esempi delle caratteristiche architettoniche tardo-sovietiche.

## Cronologia

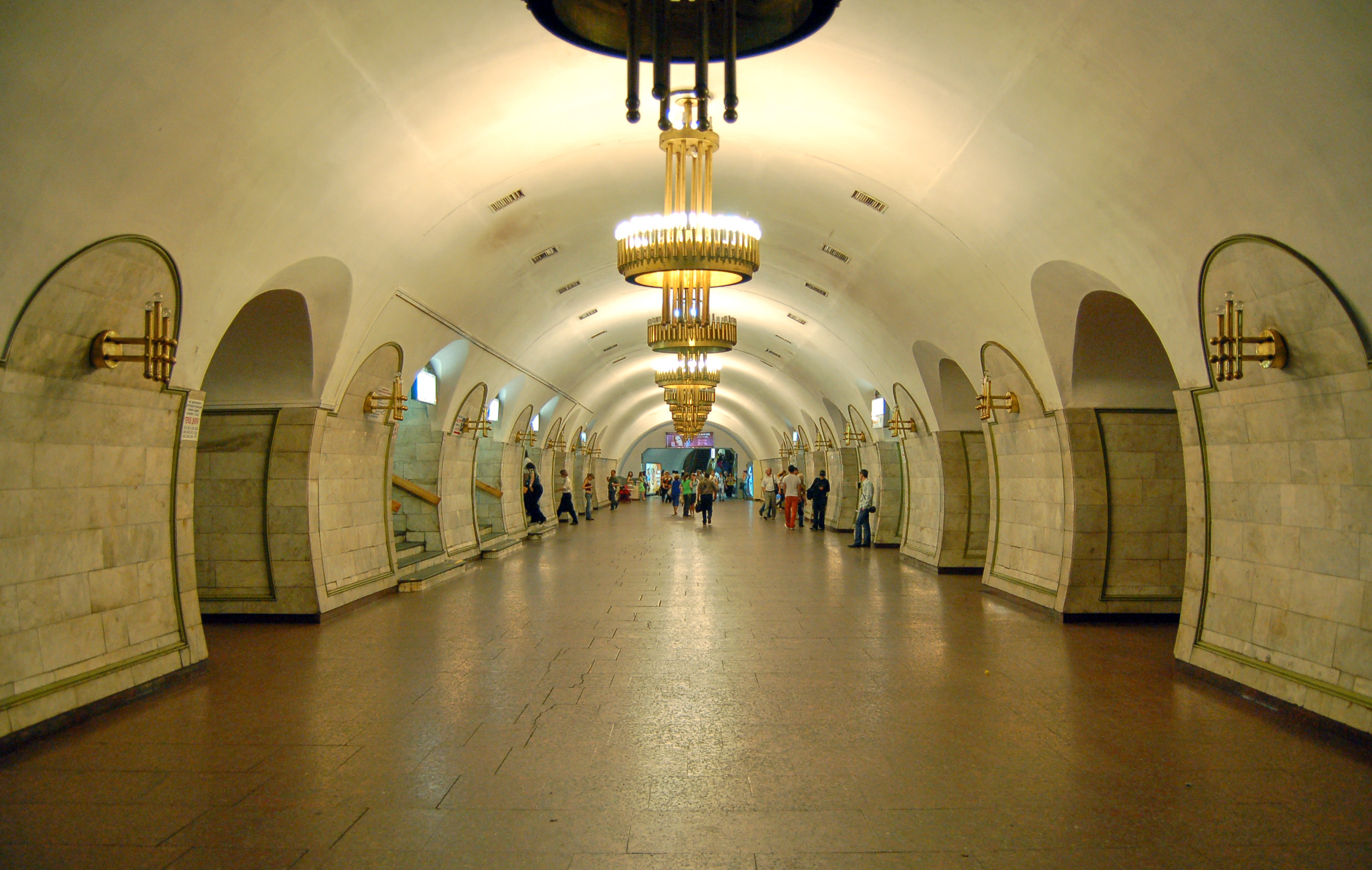
Atrio centrale della stazione Plošča Lva Tolstoho

| Tratto                                                                                      | Data di apertura | Nº stazioni | Lunghezza |
| ------------------------------------------------------------------------------------------- | ---------------- | ----------- | --------- |
| Majdan Nezaležnosti-Kontraktova Plošča, che unisce Majdan Nezaležnosti e Piazza Kontraktova | 17 dicembre 1976 | 3           | 2,32 km   |
| Kontraktova Plošča—Obolon'                                                                  | 19 dicembre 1980 | 3           | 4,40 km   |
| Majdan Nezaležnosti—Respublikans'kyj Stadion                                                | 19 dicembre 1981 | 2           | 1,70 km   |
| Obolon'—Heroïv Dnipra                                                                       | 6 novembre 1982  | 2           | 2,35 km   |
| Respublikans'kyj Stadion—Lybids'ka                                                          | 30 dicembre 1984 | 2           | 2,43 km   |
| Lybids'ka—Vasyl'kivs'ka                                                                     | 15 dicembre 2010 | 3           | 3,80 km   |
| Vasyl'kivs'ka—Vystavkovyj Centr                                                             | 27 dicembre 2011 | 1           | 1,48 km   |
| Vystavkovyj Centr—Ipodrom                                                                   | 25 ottobre 2012  | 1           | 0,92 km   |
| Ipodrom—Teremky                                                                             | 6 novembre 2013  | 1           | 1,50 km   |
| Totale                                                                                      | Totale           | 18          | 20,95 km  |

## Cambiamenti di nome
| Stazione            | Nome precedente             | Anni      |
| ------------------- | --------------------------- | --------- |
| Majdan Nezaležnosti | Plošča Kalinina             | 1976-1977 |
| Majdan Nezaležnosti | Plošča Žovtnevoï Revoljuciï | 1977-1991 |
| Kontraktova Plošča  | Červona Plošča              | 1976-1990 |
| Obolon'             | Prospekt Kornijčuka         | 1980-1990 |
| Palac "Ukraïna"     | Červonoarmijs'ka            | 1984-1993 |
| Lybids'ka           | Dzeržyns'ka                 | 1984-1993 |
| Olimpijs'ka         | Respublikans'kyj Stadion    | 1981-2011 |
| Počajna             | Petrivka                    | 1980-2018 |

## Interscambi
| Stazione                   | Linea | Linea                          | Stazione sull'altra linea |
| -------------------------- | ----- | ------------------------------ | ------------------------- |
| Majdan Nezaležnosti        |       | linea Svjatošyns'ko-Brovars'ka | Chreščatyk                |
| Plošča Ukraïns'kych Heroïv |       | linea Syrec'ko-Pečers'ka       | Palac Sportu              |

## Materiale rotabile
La linea condivide il deposito Obolon' (№2) con la linea Syrec'ko-Pečers'ka. Attualmente, effettuano il servizio sulla linea 32 treni da cinque carrozze.

## Sviluppi recenti e progetti futuri
Sin dagli anni ottanta è in progetto l'estensione verso le regioni sud-occidentali di Holosiïv e Teremky, ma a causa delle difficili condizioni del fiume Lybid e delle ristrettezze economiche, tutti i lavori sono stati congelati all'inizio degli anni novanta e le sezioni già completate sono state allagate.
I lavori, ripartiti nel 2002, hanno espanso la linea; nel 2016 risultano aperte sette nuove stazioni: Demiïvs'ka, Holosiïvs'ka (presso la Holosiïvs'ka plošča), Vystakovyj Centr, Ipodrom e Teremky. In futuro l'espansione porterà infine la linea lungo il viale Akademika Hluškova oltre l'Anello Viario di Kiev. Il tratto finale potrebbe concludersi con la stazione Odes'ka e con un nuovo deposito nei pressi. Un'opzione considerata è un ramo di due stazioni dopo Ipodrom verso nord per raggiungere due nuove stazioni: Avtovokzal Teremky e Vulycja Kreisera Avrory.